# Comunidade Intermunicipal do Oeste

A Comunidade Intermunicipal do Oeste, também designada por OesteCIM, é uma comunidade intermunicipal (CIM) de Portugal, criada em 2008, após transformação da Associação de Municípios do Oeste (AMO), criada em 1987, após a entrada em vigor do Novo Regime Jurídico do Associativismo Municipal - Lei nº 45/2008, de 27 de Agosto. É composta por 12 municípios. A área geográfica corresponde à NUTS III do Oeste. 
Caldas da Rainha é a cidade administrativa e o principal núcleo urbano. Com 30.443 habitantes na sua área urbana e 50.898 habitantes em todo o município, é a maior cidade e o terceiro maior município, a seguir de Torres Vedras com 83.130 habitantes e Alcobaça com 54.981 em todo o município, 

## Municípios
| Município              | Área (em km²) | População (censo de 2011) |
| ---------------------- | ------------- | ------------------------- |
| Alcobaça               | 408,1         | 54.981                    |
| Alenquer               | 304,2         | 44.428                    |
| Arruda dos Vinhos      | 78            | 13.983                    |
| Bombarral              | 91,3          | 12.743                    |
| Cadaval                | 174,9         | 13.382                    |
| Caldas da Rainha       | 255,7         | 50.898                    |
| Lourinhã               | 147,2         | 26.261                    |
| Nazaré                 | 82,4          | 14.889                    |
| Óbidos                 | 141,6         | 11.940                    |
| Peniche                | 77,5          | 26.419                    |
| Sobral de Monte Agraço | 52,1          | 10.542                    |
| Torres Vedras          | 407,1         | 83.130                    |
| Total                  | 2.220,1       | 363.596                   |